# Pojezierze Drawskie
Pojezierze Drawskie (314.45, niem. Dramburger Seenplatte) – mezoregion fizycznogeograficzny w środkowej części Pojezierza Zachodniopomorskiego, między Drawskiem Pomorskim i jeziorem Lubie na południowym zachodzie a środkowym biegiem Radwi na północnym wschodzie.

## Geomorfologia
Od zachodu graniczy z Pojezierzem Ińskim i Wysoczyzną Łobeską, od północy z Równiną Białogardzką i Wysoczyzną Polanowską, od południa z Równiną Drawską, Równiną Wałecką, Pojezierzem Wałeckim i Pojezierzem Szczecineckim, a od wschodu z Doliną Gwdy i Pojezierzem Bytowskim.
Jedne z najwyższych wzniesień to: Wola Góra (219,2 m n.p.m.), Spyczyna (203 m n.p.m.), Wiatraczna Góra (203 m n.p.m.), Polska Góra (203 m n.p.m.), Bobolec (174,1 m n.p.m.) i Lisica (167 m n.p.m.). Jeden z przewodników turystycznych podaje, że w rejonie Popielewic i Brzękowic najwyższe wzniesienie wysoczyzny tworzącej wododział pomiędzy doliną Drawy i Dębnicy, osiąga wysokość 223 m n.p.m. (góra Czarnkowie). Inne źródło podaje, że najwyższe nienazwane wzniesienie całego obszaru ma wysokość 222,66 m n.p.m. z wierzchołkiem ok. 1,4 km na wschód od Jeziora Głębokiego (53°41′32″N 16°11′26″E/53,692222 16,190556). Natomiast z badań Tomasza Larczyńskiego wynika, że najwyższym wierzchołkiem jest wzgórze, położone w pobliżu wzgórza 222,66, w obrębie Czarnkowie, dla którego nie wymierzono rzędnej wysokościowej, jednak ze zliczania poziomic ma ono dowodną wysokość 225 m, zaś z ich interpolacji – ok. 226 m (53°41′44,3″N 16°10′28,6″E/53,695639 16,174611). Dla tego wzgórza Larczyński zaproponował nazwę Cytrynkowa Góra.
Pojezierze przecinają głębokie rynny polodowcowe, wypełnione wodami licznych jezior. Znajduje się tu ponad 250 jezior o powierzchni powyżej 1 ha. Największe to: Drawsko, Jez. Dołgie, Ciemino, Komorze, Lubicko Wielkie, Lubie, Pile, Siecino, Trzesiecko, Wąsosze, Wielimie, Wierzchowo, Wilczkowo, Żerdno.
Największymi rzekami Pojezierza Drawskiego, spływającymi z południowych stoków morenowych wzgórz, są: Drawa (186 km), Gwda (149 km), dopływy Noteci oraz Piława (82 km), dopływ Gwdy. Północne zbocza odwadniają rzeki przymorza: Parsęta (132 km) i Rega (167,8 km).
Miasta: Drawsko Pomorskie, Połczyn-Zdrój, Czaplinek, Barwice, Szczecinek, Złocieniec, Bobolice.

## Ochrona przyrody
W środkowej części regionu leży Drawski Park Krajobrazowy, w którego granicach utworzono 8 rezerwatów. Łącznie na terenie pojezierza znajduje się 12 rezerwatów przyrody i 3 obszary chronionego krajobrazu. Część terenu wchodzi w skład obszaru ptasiego Natura 2000 „Ostoja Drawska” oraz obszarów siedliskowych Natura 2000 – „Jeziora Czaplineckie”, „Jeziora Szczecineckie” i „Dorzecze Parsęty”.
Pojezierze Drawskie charakteryzuje się dużą lesistością (obszary zalesione zajmują tutaj ponad 170 000 ha). Średnia lesistość gmin Pojezierza to ok. 44% i jest znacznie wyższa niż średnia w kraju.

## Turystyka
Obszar o urozmaiconym krajobrazie z licznymi punktami widokowymi, predysponowany do turystyki pieszej, rowerowej, konnej i spływów kajakowych. Liczne jeziora stanowią bazę dla żeglarzy i wędkarzy. Północna i środkowa część często określana mianem „Szwajcarii Połczyńskiej”. W miejscowościach zabytkowe budowle sakralne, pałace z parkami i cmentarze. W Starym Drawsku ruiny zamku Drahim. W Połczynie-Zdroju funkcjonuje uzdrowisko.

### Szlaki turystyczne
Istniejące i projektowane szlaki turystyczne mezoregionu:
- Szlak kajakowy Drawy im. ks.kard. Karola Wojtyły
- Szlak „Solny”
- Szlak Szwajcarii Połczyńskiej
- Szlak I Dywizji Kawalerii
- Szlak Wzniesień Moreny Czołowej
- Szlak Jezior Drawskich
- Szlak Spacerowy wokół Połczyna-Zdroju
- Szlak Przyrodniczy Drawskiego Parku Krajobrazowego
- Ścieżka przyrodnicza „Spyczyna-Prosino”
- Ścieżka przyrodnicza „Wyspa Bielawa”
- Ścieżka przyrodnicza „Dolina Pięciu Jezior”
- Szlak rowerowy „Szwajcaria Połczyńska”
- Szlak rowerowy „Drawa”
- Szlak rowerowy „Jeziora Szczecineckie”
- Szlak rowerowy „Kraina Zaklętego Trójkąta”
- Szlak rowerowy „Wokół Jeziora Lubie”
- Szlak rowerowy „Dolina Pięciu Jezior”
- Szlak rowerowy „Wzgórza Moreny Czołowej”
- Szlak rowerowy „Pradolina Dębnicy”
- Szlak rowerowy „Dookoła Jeziora Trzesiecko”
- Szlak rowerowy „Dookoła Jeziora Siecino"
- Szlak rowerowy „Zwiniętych Torów"
- Szlak rowerowy „Greenway – Naszyjnik Północy"
- Szlak rowerowy „Dolina Parsęty"
- Szlak rowerowy „Parki Krajobrazowe – Drawski i Iński”
- Szlak rowerowy „Jezioro Kańsko"
- Szlak rowerowy „Dolina Rzeki Drawy”
- Szlak rowerowy „Zaczarowane Pejzaże”
- Szlak rowerowy „Góra Lisica”
- Szlak rowerowy „Górna Dębnica”
- Szlak rowerowy „Rzeka Brzeźnicka Węgorza – Wodospady”
- Szlak rowerowy „Lobeliowe Jeziora”
- Szlak rowerowy „Dolina Wąsawy”
- Szlak rowerowy „Nizica”
- Szlak konny „Pojezierze Drawskie”